# Sus (Marruecos)

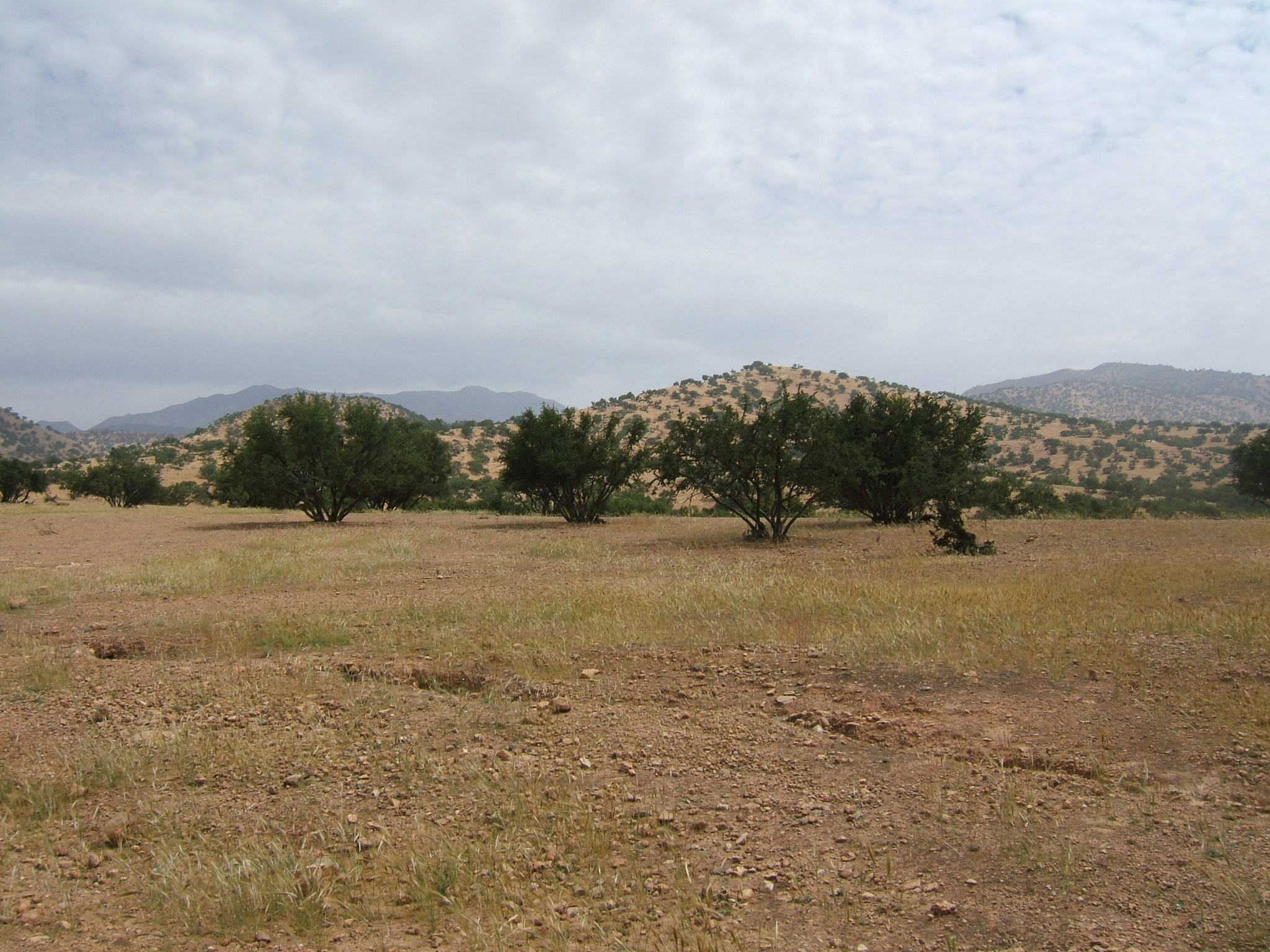
El Sus, al noreste de Tarudant, con arganes entre cultivos de cereales.

El Sus (árabe: سوس; bereber: Sus, escrito a veces con la grafía francesa Souss) es una región del sur de Marruecos. Geológicamente, es la cuenca aluvial de río Sus, separada del desierto del Sáhara por la cordillera del Anti-Atlas. La vegetación natural del Sus es la sabana dominada por el argán (Argania spinosa), un árbol endémico de esta zona; parte de este territorio es actualmente reserva de la biosfera para proteger este hábitat único.
Actualmente forma parte de las regiones administrativas de Sus-Masa y Guelmim-Oued Noun.

## Población
El Sus está habitado por tribus bereberes Masmuda y Sanhaya; además de las poblaciones de habla árabe magrebí, los principales habitantes son los Chleuh, que hablan una lengua bereber propia llamada tashelhit.